# Spirit in the Sky (Norman Greenbaum)
Spirit in the Sky is een nummer van de Amerikaanse singer-songwriter Norman Greenbaum.

## Geschiedenis
Het nummer werd op 2 mei 1970 de eerste nummer 1-hit ooit in de BRT Top 30.
In 1986 werd het nummer gecoverd door Doctor and the Medics, die hiermee drie weken op nummer 1 stonden in de UK Singles Chart. De cover van Gareth Gates uit 2003 bleef slechts twee weken op nummer 1 in deze hitlijst.

## Nummers

### 7"-single
1. Spirit in the Sky
2. Milk Cow

### Maxisingle (Gareth Gates)
1. Spirit in the Sky (met The Kumars)
2. Dance Again
3. Will You Wait for Me
4. Spirit in the Sky

## NPO Radio 2 Top 2000
| Nummer met noteringen in de NPO Radio 2 Top 2000 | '99  | '00  | '01  | '02  | '03 | '04  | '05  | '06  | '07 | '08  |
| ------------------------------------------------ | ---- | ---- | ---- | ---- | --- | ---- | ---- | ---- | --- | ---- |
| Spirit in the Sky                                | 1110 | 1146 | 1481 | 1739 | 959 | 1576 | 1786 | 1899 | -   | 1834 |

1. ↑  Een '-' betekent dat het nummer niet was genoteerd en een vetgedrukt getal geeft de hoogste notering aan.
2. ↑  Deze tabel is bijgewerkt tot en met de laatste editie (2024).